# Корша
Корша — река в России, протекает в Первомайском районе Ярославской области. Устье реки находится по левому берегу реки Соть в 114 км от её устья. Длина реки составляет 10 км.
Сельские населённые пункты около реки: Перемилово, Федорково, Афанасово, Коварчино, Дор-Ваганский, Ильинское, Фенево.

## Данные водного реестра
По данным государственного водного реестра России относится к Верхневолжскому бассейновому округу, водохозяйственный участок реки — Волга от Рыбинского гидроузла до города Кострома, без реки Кострома от истока до водомерного поста у деревни Исады, речной подбассейн реки — Волга ниже Рыбинского водохранилища до впадения Оки. Речной бассейн реки — (Верхняя) Волга до Куйбышевского водохранилища (без бассейна Оки).
Код водного объекта в государственном водном реестре — 08010300212110000011597.